# Trazodone
Trazodone, được bán dưới nhiều tên thương hiệu, là một loại thuốc chống trầm cảm. Nó được sử dụng để điều trị rối loạn trầm cảm lớn, rối loạn lo âu và, với các loại thuốc khác, phụ thuộc vào rượu. Nó được uống bằng miệng.
Các tác dụng phụ thường gặp bao gồm khô miệng, cảm thấy ngất xỉu, nôn mửa và đau đầu. Các tác dụng phụ nghiêm trọng hơn có thể bao gồm tự tử, hưng cảm, nhịp tim không đều và cương cứng kéo dài bệnh lý. Không rõ liệu sử dụng trong khi mang thai hoặc cho con bú là an toàn. Nó là một hợp chất phenylpiperazine thuộc nhóm chất đối kháng serotonin và chất ức chế tái hấp thu (SARI). Trazodone cũng có tác dụng an thần.
Trazodone đã được chấp thuận cho sử dụng y tế tại Hoa Kỳ vào năm 1981. Nó có sẵn như là một loại thuốc phổ quát. Chi phí tại Vương quốc Anh cho NHS là khoảng 7,46 bảng mỗi tháng tính đến năm 2019. Tại Hoa Kỳ, chi phí bán buôn là khoảng 4,53 USD mỗi tháng tính đến năm 2018. Năm 2016, đây là loại thuốc được kê đơn nhiều thứ 24 tại Hoa Kỳ, với hơn 25 triệu đơn thuốc.

## Sử dụng trong y tế
Trazodone có những công dụng y tế sau:
- Trầm cảm đơn cực, có hoặc không có lo lắng [16]
- Rối loạn lo âu [17]
- Mất ngủ [18]

### Trầm cảm
Việc sử dụng chính của trazodone là điều trị trầm cảm chính. Dữ liệu từ các thử nghiệm mù và mù đôi cho thấy hiệu quả chống trầm cảm của trazodone tương đương với amitriptyline, doxepin và mianserin. Ngoài ra, trazodone cho thấy các đặc tính giải lo âu, độc tính tim thấp và tác dụng phụ tương đối nhẹ.
Vì trazodone có hoạt tính kháng cholinergic tối thiểu, nó được đặc biệt hoan nghênh khi điều trị cho bệnh nhân lão khoa bị trầm cảm khi lần đầu tiên xuất hiện. Ba nghiên cứu mù đôi báo cáo trazodone có hiệu quả chống trầm cảm tương tự như các thuốc chống trầm cảm khác ở bệnh nhân lão khoa. Tuy nhiên, tác dụng phụ của trazodone, hạ huyết áp thế đứng, có thể gây chóng mặt và tăng nguy cơ té ngã, có thể gây hậu quả nghiêm trọng cho bệnh nhân cao tuổi; do đó, tác dụng phụ này, cùng với thuốc an thần, thường làm cho trazodone ít được chấp nhận hơn đối với dân số này, so với các hợp chất mới hơn có chung hoạt tính chống cholinergic nhưng không phải là phần còn lại của tác dụng phụ. Tuy nhiên, trazodone thường hữu ích cho bệnh nhân lão khoa bị trầm cảm, bị kích động và mất ngủ trầm trọng.

## Quá liều
Có những trường hợp được báo cáo về liều cao trazodone kết tủa hội chứng serotonin. Cũng có báo cáo về việc bệnh nhân dùng nhiều SSRI với trazodone và kết tủa hội chứng serotonin.
Trazodone dường như an toàn hơn so với TCAs, MAOIs và một số thuốc chống trầm cảm thế hệ thứ hai khác trong các tình huống quá liều, đặc biệt khi đó là tác nhân duy nhất được sử dụng. Tử vong là rất hiếm, và sự phục hồi không có hồi kết đã được báo cáo sau khi uống liều cao tới 6.000   mg. Trong một báo cáo, 9 trong số 294 trường hợp quá liều gây tử vong, và tất cả chín bệnh nhân cũng đã dùng thuốc ức chế hệ thần kinh trung ương (CNS) khác. Khi quá liều trazodone xảy ra, các bác sĩ lâm sàng nên theo dõi cẩn thận huyết áp thấp, một tác dụng độc hại nghiêm trọng. Trong một báo cáo về quá liều trazodone gây tử vong, xoắn đỉnh và block nhĩ thất hoàn toàn đã phát triển, cùng với suy đa tạng sau đó, với nồng độ trazodone trong huyết tương là 25,4 mg/L khi nhập viện.
Không có thuốc giải độc đặc hiệu cho trazodone. Quản lý quá liều nên, do đó, có triệu chứng và hỗ trợ. Bất kỳ ai nghi ngờ đã sử dụng quá liều nên được đánh giá tại bệnh viện càng sớm càng tốt. Than hoạt tính và thuốc lợi tiểu cưỡng bức có thể hữu ích trong việc hỗ trợ loại bỏ thuốc, rửa dạ dày đã được chứng minh là không hữu ích trừ khi được thực hiện trong giờ đầu tiên sau khi uống.     

## Hóa học
Trazodone là một dẫn xuất triazolopyridine và phenylpiperazine có liên quan về mặt hóa học với nefazodone và etoperidone, mỗi chất này đều là dẫn xuất của nó.

## Xã hội và văn hoá

### Tên chung
Trazodone là tên chung của thuốc và INN, BAN và DCF, trong khi trazodone hydrochloride là USAN, USP, BANM và JAN.

### Tên biệt dược
Trazodone đã được bán trên thị trường dưới một số lượng lớn các thương hiệu trên toàn thế giới. Các tên thương hiệu lớn bao gồm Desyrel (trên toàn thế giới), Molipaxin (Ireland, Vương quốc Anh), Oleptro (Hoa Kỳ), Trazorel (Canada) và Trittico (trên toàn thế giới).